# Чорний пірат
«Чорний пірат» (англ. The Black Pirate) — американський пригодницький бойовик режисера Альберта Паркера 1926 року.

## Сюжет
Пірати беруть на абордаж іспанське судно, грабують його і вбивають команду та всіх пасажирів. Врятуватися вдається лише двом — молодому дворянину Мігелю і його батькові. Після того, як море викидає їх на безлюдний острів, отець Мігеля вмирає, і той клянеться помститися за його передчасну загибель. Далі його підбирає з острова піратське судно. Мігель доводить свою доблесть, з успіхом захопивши торговий корабель, і незабаром набуває славу удачливого морського розбійника на прізвисько Чорний пірат.
Захопивши чергове судно, Мігель закохується в його пасажирку, прекрасну принцесу Ізабель, і робить дівчину своєю полонянкою. При спробі втекти разом з Ізабель, пірати ловлять його і змушують пройти по дошці. Мігель падає в море, але йому вдається доплисти до берега і разом зі вірними йому людьми захопити корабель. Наприкінці з'ясовується, що насправді Мігель — іспанський герцог. Він пропонує Ізабель руку і серце, і дівчина, яка встигла полюбити пірата, приймає його пропозицію.

## У ролях
- Дуглас Фербенкс — Чорний пірат
- Біллі Дав — принцеса Ізабел
- Темпе Піготт — Дуенья
- Дональд Крісп — МакТевіш
- Сем Де Грасс — лейтенант піратів
- Андерс Рендолф — капітан піратів
- Джон Воллес — пірат Пег-Лег
- Фред Бекер — пірат
- Чарльз Белчер — пасажир дворянин
- Е. Дж. Реткліфф — губернатор

## Цікаві факти
- Хоча «Чорний пірат» вважається чорно-білим, він став першим у світі фільмом, повністю зробленим з використанням розробленої компанією Technicolor технології двоколірної зйомки (спочатку ця технологія використовувалася тільки для тонування окремих фрагментів фільмів).